# Nenávist, kterou jsi probudil (film)
Nenávist, kterou jsi probudil (v anglickém originále The Hate U Give) je americký dramatický film z roku 2018, jehož režie se ujal George Tillman Jr. a scénáře Audrey Wells. Je inspirován stejnojmenným románem od Angie Thomas. Hlavní role hrají Amandla Stenberg, Regina Hall, Russell Hornsby, K. J. Apa, Common a Anthony Mackie.
Snímek měl celosvětovou premiéru na Mezinárodním filmovém festivalu v Torontu dne 7. září 2018. Ve Spojených státech měl premiéru dne 5. října 2018. V Česku se promítání v kinech nedočkal. Sklidil úspěch u kritiků, kteří chválili hlavně herecký výkon Stenberg. Film vydělal přes 34 milionů dolarů.

## Synopse
Nenávist pojednává o studentce Starr Carter, žijící ve dvou sociálních světech: v nízkopříjmové komunitě, tvořené převážně sousedy-Afroameričany a v bělošské škole, kam dochází. Jednoho dne se Starr stane svědkyní vraždy svého nejlepšího přítele – chladnokrevně jej zastřelí policista – a ocitá se pod tlakem z obou stran; nyní je na ní, aby pozvedla svůj hlas a postavila se za pravdu.

## Obsazení
- Amandla Stenberg jako Starr Carter
- Regina Hall jako Lisa Carter
- Russell Hornsby jako Maverick "Mav" Carter
- Algee Smith jako Khalil
- Lamar Johnson jako Seven Carter
- Issa Rae v April Ofrah
- K. J. Apa jako Chris
- Common jako Carlos
- Anthony Mackie jako Král
- Dominique Fishback jako Kenya
- Sabrina Carpenter jako Hailey
- Megan Lawless jako Maya

## Produkce
Dne 23. března 2017 bylo oznámeno, že Amandla Stenberg si ve filmu zahraje hlavní roli Starr Carter. Dne 1. srpna 2017 byli do filmu obsazeni Russell Hornsby a Lamar Johnson. Dne 3. srpna byla do role Lisy Carter obsazena Regina Hall a 15. srpna se Algee Smith připojil k filmu v roli Khalila, nejlepšího kamaráda Starr z dětství. Dne 22. srpna se k obsazení připojil Common v roli strýce Starr.
Dne 23. srpna 2017 byla k obsazení připojeny Issa Rae a Sabrina Carpenter. Dne 12. září se připojili Anthony Mackie a Kian Lawley.
Natáčení bylo zahájeno 12. září 2017 v Atlantě v Georgii.
5. února 2018 pak bylo oznámeno vyhození Kiana Lawleyho kvůli uveřejněnému videu, ve kterém Lawley využívá nevhodný slovník a rasově urážlivé nadávky. Jeho scény byly přetočeny K. J. Apou, který se připojil 3. dubna 2018.

## Přijetí

### Tržby
Film vydělal 29,7 milionů dolarů ve Spojených státech a Kanadě a 2,5 milionu dolarů v ostatních oblastech, celkem tak po celém světě vydělal 32,2 milionu dolarů při rozpočtu 23 milionů.
Film byl první víkend promítán pouze v 36 kinech a vydělal tak 512 035 dolarů. O víkendu následujícím se promítal celkem ve 248 kinech a vydělal 1,8 milionu dolarů.

### Kritika
Na recenzní stránce Rotten Tomatoes má film 97 procent vypočtených na základě 208 recenzí a průměrné hodnocení 8,12/10. Na stránce Metacritic má film skóre 81 ze 100, založené na 44 kritických příspěvcích. Tipomat Haló novin přiřkl snímku ☺☺☺☺ (z maximálních 5, čemuž odpovídá hodnocení Skvělé!)